# Herminio Menéndez Rodríguez
Herminio Menéndez Rodríguez (Candás, Astúries, 20 de desembre de 1953) és un piragüista espanyol, ja retirat, que destacà a la dècada del 1970 i que guanyà 3 medalles olímpiques.
Va participar, als 18 anys, en els Jocs Olímpics d'Estiu de 1972 realitzats a Múnic (Alemanya Occidental), on finalitzà quart en la semifinal de la prova masculina de K-2 1000 m. i quart en la final de repesca en la prova de K-4 1000 metres. En els Jocs Olímpics d'Estiu de 1976 realitzats a Mont-real (Canadà) aconseguí guanyar la medalla de plata en la prova de K-4 1000 metres al costat de José María Esteban, José Ramón López i Luis Gregorio Ramos, a més de finalitzar quart en la prova de K-1 500 metres i aconseguir així un diploma olímpic. En els Jocs Olímpics d'Estiu de 1980 realitzats a Moscou (Unió Soviètica) aconseguí guanyar dues medalles: la medalla de plata en la prova de K-2 500 metres al costat de Guillermo del Riego i la medalla de bronze en la prova de K-2 1000 metres al costat de Luis Gregorio Ramos. En els Jocs Olímpics d'Estiu de 1984 realitzats a Los Angeles (Estats Units) participà en les proves de K-2 500 metres, on finalitzà quart en la semifinal, i en la prova de K-2 1000 metres, on finalitzà setè i aconseguí un nou diploma olímpic.
Al llarg de la seva carrera ha guanyat 8 medalles en el Campionat del Món de piragüisme, entre elles una medalla d'or, una medalla de plata i sis medalles de bronze.
En els Jocs Olímpics d'Estiu de 1992 celebrats a Barcelona (Espanya) tingué una participació especial, ja que fou el penúltim rellevista de la torxa olímpica dins de d'Estadi Olímpic de Montjuïc, passant el relleu a Juan Antonio San Epifanio "Epi".